# Eophileurus tetraspermexitus
Eophileurus tetraspermexitus – gatunek chrząszcza z rodziny poświętnikowatych i podrodziny rohatyńcowatych.
Gatunek ten opisany został w 1988 roku przez Bretta C. Ratcliffe'a.
Holotypowy samiec ma ciało długości 26,5 mm i na wysokości barków szerokości 11,2 mm. Chrząszcz ubarwiony czarno. Rzadko punktowana głowa ma wklęsłe między oczami czoło i sterczący, krótki róg pośrodku nadustka. Powierzchnia przedplecza gęsto mikropunktowana, grubo punktowana po bokach, drobno punktowana na dysku i z dwoma owalnymi dołkami w części przedniej. Przedpiersie o długim wyrostku. Golenie przedniej pary odnóży z czterema ząbkami, z których nasadowy jest bardzo mały. Paramery tworzą skomplikowany, krzyżokształtny otwór.
Owad znany z Mjanmy i Junnanu.